# Bauptois
Le Bauptois (prononcé [botwa] bôtoi) est une microrégion de France qui se situe dans le Cotentin et la région Normandie. Les localités qui en font partie se trouvent toutes dans le département de la Manche.

## Géographie
C'est avec le Bauptois que l'on détermine la limite géographique méridionale de la péninsule du Cotentin : c'est une zone de marais inondables l'hiver. Ces marais sont traversés par un petit fleuve tortueux riche de nombreux affluents : la Douve. On y compte aussi une forêt importante à Saint-Sauveur-le-Vicomte.

## Toponymie
Bauptois, ce nom, que l'on écrivait autrefois Balta, est issu du pré-latin balt, qui signifie un « lieu couvert ou entouré d'eaux », « dans une région marégageuse », implicite allusion à Baudre et à la « racine pré-latine baudr- (boue) »,,.

## Histoire
Le Bauptois tire son nom de la commune de Baupte, ancien chef-lieu d'un doyenné (doyenné du Bauteis). C'était avant 1790 l'un des quatre archidiaconés de l'ancien diocèse de Coutances. L'archidiacre du Bauptois, chanoine séculier de la cathédrale de Coutances, avait avant le XVe siècle la juridiction ecclésiastique sur les îles de la Manche, Jersey et Guernesey.
On considère la ville de Carentan comme la petite capitale actuelle du Bauptois, au détriment de Baupte[réf. souhaitée].
Le parler du Bauptois (ou loceis du Bâoteis) est une variante du dialecte cotentinais, composante de la langue normande.
Dans le cadre de la guerre de Cent Ans, lors de la chevauchée d'Édouard III, la région est ravagée par Geoffroy d'Harcourt à la solde des Anglais.